# 정톈샹
정톈샹(중국어: 郑天翔, 병음: zhèng Tiānxiáng 정천상[*], 1914년 9월 9일 ~ 2013년 10월 10일)은 중국 최고인민법원 원장을 역임하였다.

## 이력
정톈샹은 내몽골 자치구 우란차부시 량청현 출신이다. 1934년 베이징 사범대학 부속고교를 졸업하였고 1934년 난징 국립 중앙 대학 농학과에 입학했다가 1935년 국립 칭화 대학 서양문학과에 들어갔고 철학과 수업을 청강했다. 1936년 12월 항일 학생 운동에 참여하였고 나중에 중국 공산당에 가입하였다. 1952년 베이징시 정부 상임위원, 1955년 베이징시 정부 비서장. 1979년 덩샤오핑에 의해서 국무원 기계공업부 항공부 부부장, 1983년~1988년 최고인민법원 원장을 지냈다.
| 전임 장화 | 중국 최고인민법원장 1983년 - 1988년 | 후임 런젠신 |